# Can Bep
Can Bep és una casa situada a poca distància del santuari de Sant Ferriol. És de planta rectangular i ample teulat a dues aigües, amb les vessants vers les façanes principals. Disposa de baixos, pis d'habitatge i golfes. Els primers tenen dues portes d'ingrés amb llinda i estaven destinades al bestiar. El sostre està sostingut per dotze arcades de mig punt i voltes de canó i d'arestes. Per una escala interior de pedra s'accedeix a la plant d'habitatge, organitzada a partir de la sala de convit o menjador amb el sostre bellament ornat amb enteixinats d'estuc que reprodueixen motius florals estilitzats. Totes les portes que hi donen accés estan fetes amb carreus molt ben tallats i llinda sense inscripció. Aquesta antiga masia va ser construïda amb pedra poc treballada del país, exceptuant els carreus emprats per fer les obertures i els cantoners. L'estat general de Can Bep és del tot ruïnós.